# Artec
Die Artec GmbH (Sitz in München, Eigenschreibweise ARTEC) ist ein Rüstungsunternehmen, das 1999 als  Gemeinschaftsunternehmen von Krauss-Maffei Wegmann, Rheinmetall Landsysteme und Rheinmetall Defence gegründet wurde.

## Hintergrund
Krauss-Maffei Wegmann GmbH & Co. KG, Rheinmetall Landsysteme GmbH und Rheinmetall Defence Nederland B.V. (vormals Tochter von Stork) gründeten 1999 Artec, das für Armoured Vehicle Technology steht.
Insgesamt hält Rheinmetall direkt und indirekt 64 % und Krauss-Maffei Wegmann 36 % der Gesellschaftsanteile.
Artec rüstet Fahrzeuge vom Typ GTK Boxer für die Bundeswehr und die niederländische Armee aus. Sie agiert als Haupt-Auftragnehmer und koordiniert die Serienfertigung.
2017 erhielt das Unternehmen den Auftrag zur Modernisierung von 208 Boxer-Fahrzeugen mit einem Auftragswert von 94 Mio. Euro.